# André Lallemand
Pour les articles homonymes, voir Lallemand.
André Lallemand, né à Cirey-lès-Pontailler le 29 septembre 1904 et mort à Paris le 24 mars 1978, est un astronome français.
Il est directeur de l'Institut d'astrophysique de Paris. Il fait d'importantes contributions au développement des photomultiplicateurs pour l'astronomie et de la « caméra électronique » ou « caméra Lallemand ».
Nommé professeur au Collège de France, il occupe la chaire de méthodes physiques de l'astronomie de 1961 à 1974. Il est élu membre de l'Académie des Sciences en 1961. Il reçoit le prix Lalande de l'Académie des sciences en 1938 et la médaille Eddington de la Royal Astronomical Society en 1962 pour ses travaux. Il est président de la Société astronomique de France de 1960 à 1962. Le cratère Lallemand sur la Lune porte son nom, et l'Académie des Sciences remet tous les deux ans le Prix André Lallemand pour des travaux en astronomie.

## Biographie

### Ses parents
André Lallemand est le fils de Louis Lallemand, né à Besançon le 9 décembre 1873, et de Lucie Lépée, née le 7 mai 1880 à Pouilly-en-Auxois. Les parents de Lucie Lépée tenaient une épicerie à Pouilly.  
Son père, instituteur, est nommé en Alsace à la fin de la Première Guerre mondiale. On y avait à cette époque besoin de professeurs dans les écoles pour enseigner le français aux petits alsaciens qui renouaient avec la langue de Voltaire après avoir pratiqué celle de Goethe depuis la fin de la guerre de 1870.

### Sa famille
Louis Lallemand enseigna ainsi le français au Lycée Kléber. Son fils l'avait pour instituteur. À cette époque, l'école élémentaire pouvait se trouver dans les bâtiments des lycées.
C'est au cours de ses études qu'André Lallemand rencontra sa future femme : Suzanne Ancel. Elle était la fille d'un professeur de médecine à l'Université de Strasbourg. Suzanne Ancel travaillait avec Pol Bouin, l'inventeur du liquide de Bouin qui est un fixateur cellulaire longtemps utilisé pour les observations au microscope en biologie.
Ils se marièrent et eurent trois enfants, l'un mourut en bas âge, les deux autres sont François, décédé en 2011 et Denis décédé en 2003. Le premier est pharmacien, le second était professeur agrégé de médecine à Paris : pionnier de la radiopédiatrie, il installa le premier centre d'IRM au service pédiatrique de l'hôpital Necker de Paris

### Ses études
André Lallemand fait ses études à la Faculté des sciences de Strasbourg, et devient en 1925 assistant à l'Observatoire de Strasbourg, alors sous la direction de M. Esclangon. Il travaille en particulier dans le laboratoire de Pierre Weiss qui regroupait de nombreux physiciens dont Louis Néel. Louis Néel (1904-2000) devint le spécialiste des questions de magnétisme introduisant notamment l’antiferromagnétisme et le ferrimagnétisme (sur les traces de Pierre Curie, Pierre Weiss et Paul Langevin) et il dirigea à Grenoble, l’Institut polytechnique et le Centre d’Etudes Nucléaires avant de recevoir le prix Nobel de Physique en 1970.
Du laboratoire de Pierre Weiss, André Lallemand appréciait l'« application de méthodes expérimentales rigoureuses ». Ce fut un bon complément pour le brillant agrégé de sciences physiques qu'il était à 23 ans (il fut reçu en seconde place au classement national).

### Un jeune professeur brillant
À l’Observatoire de Strasbourg, André Lallemand est l'assistant d'André Danjon et de Gilbert Rougier. C'est là qu'il a reçu sa  formation d'astronome. Il y participa aux observations méridiennes du Soleil, des étoiles, à la détermination et la conservation du temps. Danjon remplaça Esclangon en 1930 et les travaux continuèrent de s'orienter vers la réalisation d'instruments d'observation de haute précision dans le domaine de la position des astres : en particulier l'astrolabe impersonnel.
Danjon et Lallemand étaient très amis : Lallemand assurait les TP du cours magistral d'astronomie de Danjon. Ses élèves l'aimaient pour sa rigueur bienveillante. Son ami Charles Fehrenbach, qui rédigea sa notice nécrologique,  parle d'une « direction  amicale et ferme ».

### Ses recherches
Pour les astronomes de l’époque, une des problématiques était d’obtenir des images d'étoiles ou de nébuleuses inaccessibles par les moyens classiques de la photographie. L'idée d'André Lallemand était d'optimiser les moyens existants, c'est-à-dire d'équiper le futur télescope de 2 mètres de diamètre de l'observatoire de Haute-Provence d'un système permettant de multiplier ses capacités d'observation.
Cette idée lui est venue en 1933, il avait 31 ans.
Le laboratoire de Strasbourg dans lequel il travaillait avait sans doute gardé des traces d'une recherche menée pour l'armée germanique d'un système d'observation pour les tanks, en quelque sorte l'ancêtre des amplificateurs de brillance utilisés par les militaires. On pense que la connaissance de cette technique a pu fournir à André Lallemand des éléments pour mener à bien l'invention de son photomultiplicateur et plus tard de la caméra électronique.

### Années de guerre
En 1939, André Lallemand doit travailler pour la défense nationale, il est appelé au laboratoire de Bellevue. A la débâcle,  il rejoint l'Observatoire de Strasbourg replié auprès de l'Université à Clermont-Ferrand où il reconstitue tant bien que mal un laboratoire. Il se montre toujours aussi chaleureux envers ses collègues et amis qui se souviennent de lui avec beaucoup de respect et de sympathie, comme tous ceux qui l'ont connu.

### La maturité
Enfin, en 1943, il devient astronome adjoint à Paris, et peut alors reconstituer un laboratoire  avec le soutien d'André Danjon qui sera nommé Directeur de l'Observatoire de Paris dès la fin de la guerre.
En 1953, André Lallemand fut nommé astronome titulaire à l'Observatoire de Paris.
En 1961, on lui confie la Chaire de Méthodes physiques de l'Astronomie du Collège de France. Ce fut un professeur dont on suivait les cours et les séminaires avec admiration car il était à la fois consciencieux et perfectionniste.
À la retraite d'André Danjon, il accepta, par dévouement pour l'Astronomie, la direction de l'Institut d'Astrophysique qu'il occupa jusqu'en 1972.

### Les honneurs
Il reçut de nombreux prix et distinctions décernés à la fois par des organismes de scientifiques, des universités en France et à l'étranger et par la République Française. 
Ces nombreuses distinctions ne l'ont pas détourné de sa modestie naturelle et de ses passe-temps favoris : la chasse, ses chiens et le bricolage. Son génie inventif se manifestait à la maison par des systèmes de récupération de la chaleur produite par la chaudière au moyen de tuyaux et trappes redistribuant l'énergie. 
Il repose aujourd'hui dans le cimetière de Pouilly-en-Auxois et le collège de cette commune de Côte-d'Or porte son nom.
- Grand officier de l'ordre national du Mérite (1968)[4]